# Façana de l'escorxador municipal
La Façana de l'escorxador municipal és una obra de Santa Coloma de Queralt (Conca de Barberà) inclosa a l'Inventari del Patrimoni Arquitectònic de Catalunya.

## Descripció
Façana feta amb pedra del país i totxos massissos al voltant de les obertures i en els acabats, sòcols amb pedres grans i simètriques i petit revestiment de ceràmica sota els dos finestrals situats damunt la porta.

## Història
Segons acta del 10-03-1912 de l'Ajuntament de Santa Coloma s'adjudiquen les obres de construcció al contractista local Magí Claramunt, per 19.750 ptes. En aquests moment era batlle Antoni Vives i Maixens. Al desembre de 1913 començà a funcionar, amb Francesc Duch i Esplugues com a encarregat.